# 동원체
동원체(動原體, 영어: centromere)는 주로 유사 분열 시 나타나는, 염색체 상의 특정 부위를 가리킨다. 동원체의 주 기능은 일반적으로 유사분열, 특히 진핵세포의 유사분열 시 중심체로부터 생성된 미세소관('일반적'으로 중심체로부터 '방사'된 미세소관 중 이후 동원체와 결합하게 되는 미세소관들을 "방추사", 동원체와 미결합한 상태로 남아 있게 되는 미세소관들을 "성상체" 라고 명명하기도 함) 유사분열 시 방추사가 부착하는 것에 기인하여 kinetochore(방추사 부착점) 이라고도 불린다. 
방추사는 분포에 따라 크게 지역동원체(regional centromere)와 핵심동원체(point centromere)로 구분될 수 있는데, 두 "종류"의 방추사 모두 대부분의 경우 반복서열로 구성되어 있다는 점은 유사하다. 차이점은 전술하였듯이 "분포"에 있는데, 핵심동원체는 거의 대부분의 경우 방추사 부착지점에 많이 분포하는 '방추사 부착지점 단백질(kinetochore protein)' 과 높은 친화도를 보인다. 다시 말해, 핵심동원체는 염색체 상의 특정 지점에 국한되어 형성된다. 반면, 지역동원체는 일반적으로 다른 인자와의 친화도와는 거의 관계없이 염색체 상에서 방추사 부착지점 이외의 곳에도 존재할 수 있는 것으로 나타나지만, 추가적인 연구가 필요한 것으로 생각된다. 
방추사가 동원체에 결합되면 특정한 세포 내 분자적 신호를 내보낸다. 동원체 영역은 일반적으로 유전물질(주로 DNA), 코헤신, 그리고 동원체 단백질로 이루어진다. 일반적으로 체세포분열의 M기 중기 때 방추사가 '모든' kinetochore(방추사 결합부위)에 결합하고, 그 후 코헤신이 풀리며 두 갈래로 갈라진 염색체가 양 끝(일부 짚신벌레는 예외 ; 삼분법으로 분열하는 개체도 존재한다.) 말단으로 끌려가며 M기가 완료된다. 이때 일반적으로 염색체의 갈라진 절편을 "염색분체" 라고 명명한다.

## 같이 보기
- 염색체